# Landschaftsschutzgebiet Bachtal am Gut Volkhausen
Das Landschaftsschutzgebiet Bachtal am Gut Volkhausen mit etwa 19 Hektar Flächengröße liegt im Stadtgebiet Bad Salzuflen. Es wurde 2004 mit dem Landschaftsplan „Bad Salzuflen“ durch den Kreistag des Kreises Lippe als Landschaftsschutzgebiet (LSG) ausgewiesen.

## Beschreibung
Das Landschaftsschutzgebiet liegt nordöstlich von Retzen. Nördlich grenzt direkt das Gut Volkhausen an. Das LSG umfasst einen etwa 1,2 Kilometer langen und 60 bis 80 Meter breiten Talabschnitt des Volkhauser Baches (fließt über den Rhienbach zur Bega) im Bereich des Gutes Volkhausen. „Das siekförmige Bachtal wird vorwiegend als Grünland genutzt. Bei Gut Volkhausen liegen zwei große Fischteiche im LSG. Am südlichen Ende des Schutzgebietes liegen zwei weitere Teiche, von denen der nördliche durch den Bruch der Staumauer trockengefallen ist. Der südliche Teich wird extensiv als Fisch- bzw. Ententeich genutzt. Die Teiche sind von dichten Gehölzflächen umgeben bzw. weisen im Norden ausgedehnte Röhrichtbestände und Uferhochstaudenfluren auf.“ Am östlichen Ende des LSG liegen größere intensiv genutzte Weideflächen. Im westlichen Bereich befinden sich Weideflächen, Obstwiesen, Brachen und Gehölzstreifen.

## Schutzzwecke für das LSG
Laut Landschaftsplan erfolgte die Ausweisung des LSG:
- „zur Erhaltung und Wiederherstellung der Leistungsfähigkeit des Naturhaushaltes in ökologisch besonders wertvoll strukturierten Bereichen mit Wasser-, Klima- und Biotopschutzfunktionen,“
- „zur Erhaltung und Wiederherstellung von Quellbereichen und naturnahen Fließgewässern, Wald- und Grünlandbereichen unterschiedlicher Feuchtestufen, Feldgehölzen, Hecken und Obstwiesen,“
- „zur Erhaltung morphologisch ausgeprägter Bereiche zur Sicherung der landschaftlichen Eigenart und Vielfalt für die Erholung,“
- „zur Erhaltung wertvoller Biotopkomplexe aus Wald-Grünlandbereichen, Fließgewässern und Quellen sowie Biotopen nach § 62 LG mit wichtigen Refugial-, Puffer-, Trittstein- und Vernetzungsfunktionen,“
- „zur Erhaltung und Wiederherstellung wichtiger Rückzugsräume für die bedrohte Tier- und Pflanzenwelt,“
- „zur Sicherung der das Orts- und Landschaftsbild gliedernden und belebenden und die dörflichen Siedlungsstrukturen prägenden Freiraumelemente.“[1]

## Rechtliche Vorschriften
Im Landschaftsschutzgebiet ist unter anderem das Errichten bzw. Anlegen von Bauten und Fischteichen verboten. Grün- und Brachland darf nicht in eine andere Nutzungsart umgewandelt oder umgebrochen werden. Es ist ferner verboten Hunde frei laufen zu lassen. Vom Verbot ist Hundeeinsatz bei der ordnungsgemäßen Jagd, auf Hof- und Gartenbereichen und der Einsatz von Hütehunden ausgenommen.